# Suka Mulya (Plampang)
Suka Mulya is een bestuurslaag in het regentschap Sumbawa van de provincie West-Nusa Tenggara, Indonesië. Suka Mulya telt 1507 inwoners (volkstelling 2010).